# Бездомные кошки

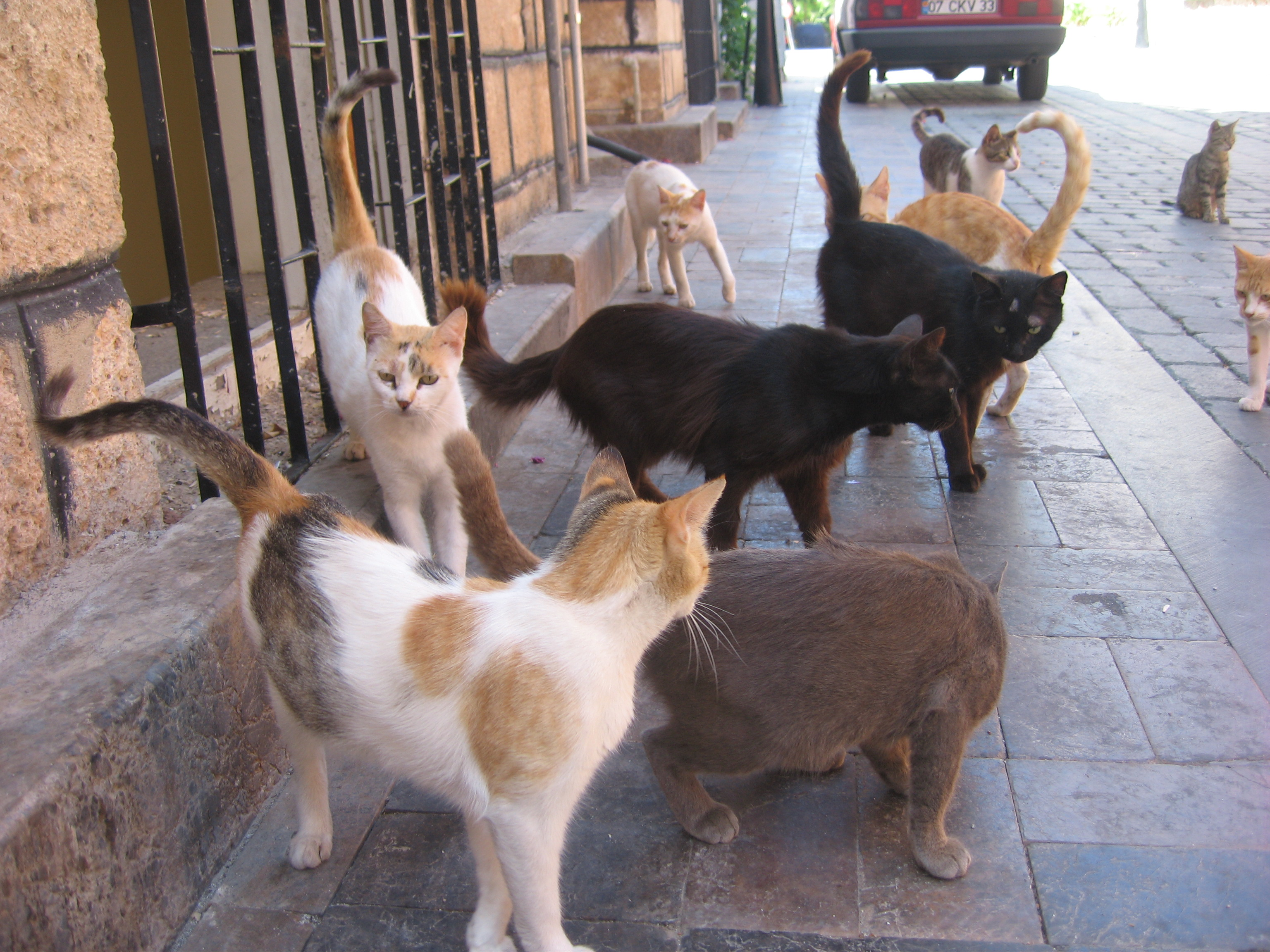
Бродячие кошки в Анталии, Турция

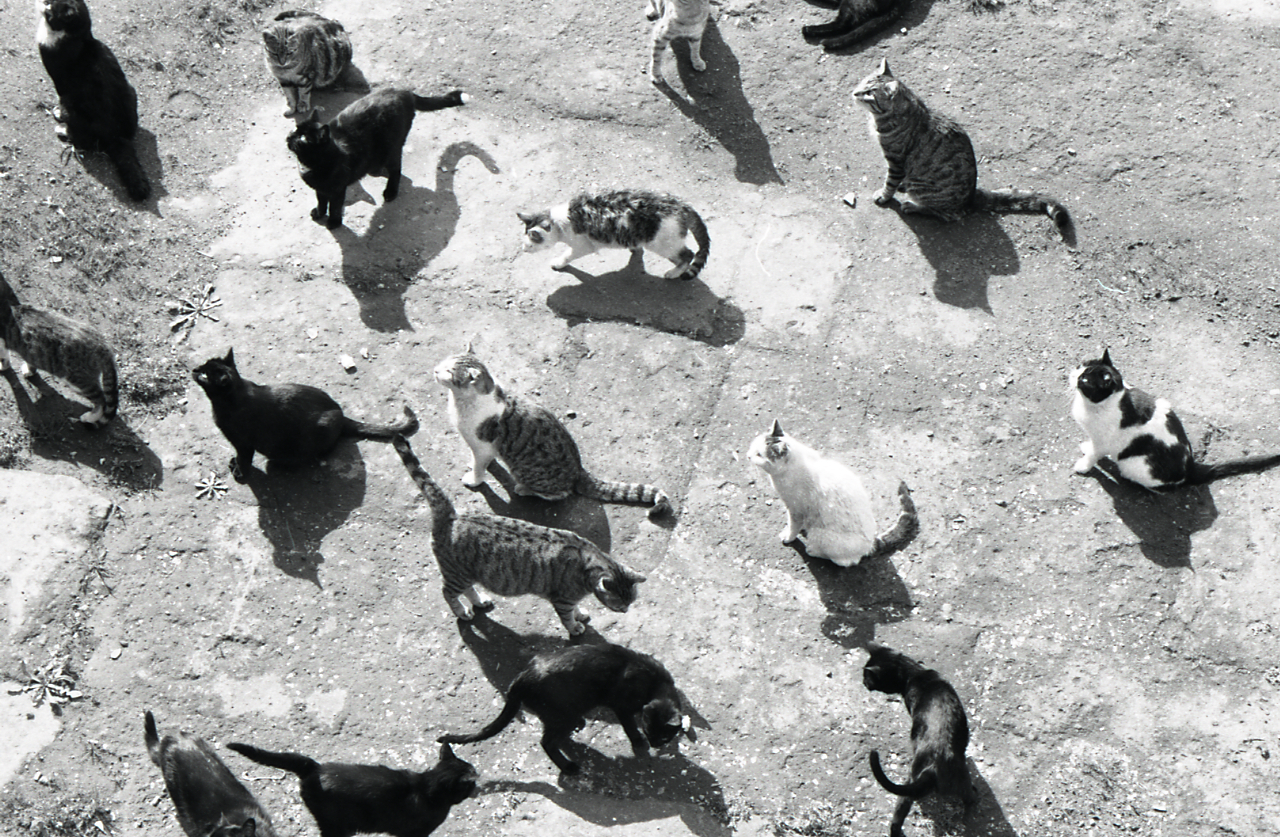
Стая бездомных кошек на площади Торре-Арджентина, Рим, Италия. 1969 год

Бездомные кошки — кошки, по каким-либо причинам находящиеся без попечения хозяев.

## Проблематика численности

### США
По приблизительным оценкам экспертов, в США насчитывается около 120 млн бездомных кошек. В некоторых городских районах на квадратную милю (2,59 км²) приходятся сотни кошек. Например, в Чикаго проживают около 5 млн кошек, в штате Висконсин насчитывают 2 млн животных.

### Австралия
Количество одичавших кошек в Австралии достигает 18 млн, только в Мельбурне (Melbourne) — 5 млн.
Руководитель проекта «Park and Wildlife Commission» доктор Глен Эдвардс (Dr. Glen Edwards) отмечает трудность отлова кошек при помощи обыкновенных ловушек или приманок, а также отсутствие естественных врагов. Идеальными естественными врагами диких кошек на континенте могли бы стать орлы, однако из-за различия в активности (кошки ведут ночной образ жизни, когда как хищные птицы охотятся в течение дня) такое биологическое равновесие не может быть реализовано природой. Успешные меры по регулированию численности одичавших кошек проводятся на острове Кенгуру, где их существование представляло угрозу для сумчатой мыши Айткена, южных коричневых бандикутов и других мелких животных, а также ухудшало санитарно-эпидемиологическую обстановку на острове, приводя к значительным потерям в животноводстве из-за заражения домашнего скота саркоцистозом и другими заболеваниями, переносчиками которых являются бездомные кошки.

### Балтийские страны
Проблема безнадзорных кошек существует в Таллине (Эстония). Старший специалист Департамента окружающей среды Трийну Саум указывает на трудности отлова кошек из-за специфического поведения (недоверчивость к людям)

Кошки заползают в щели и никак не хотят идти в ловушку. Приходится их ночами подстерегать и всякими способами приманивать. А тех, что живут в центре города и питаются у ресторанов, уже ничем не заманишь.
По данным 2008 года, в Эстонии количество бездомных кошек в два раза превышало количество бездомных собак.

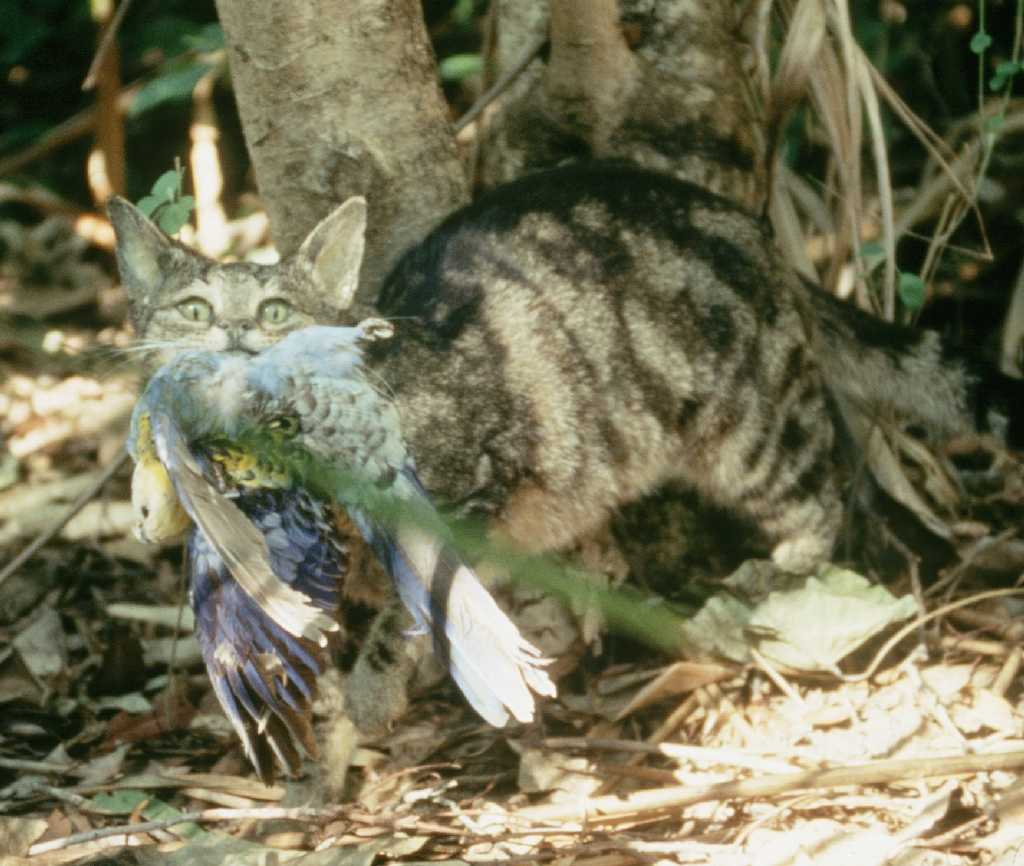
Птицы нередко становятся жертвами бездомных кошек

Л. Карните (L. Karnīte), руководительница общества защиты животных «Dzīvnieku SOS», поясняет, что точных сведений о количестве уличных кошек в городах Латвии нет, никто не занимается таким подсчётом. Однако, у каждого дома микрорайона приблизительно три популяции кошек, в каждой примерно десяток животных. Таким образом, только в Риге обитает приблизительно 200 000 бездомных кошек.
Лаура Карните считает, что «только дело времени, когда бездомные кошки начнут массово болеть бешенством, отдельные случаи уже были». Лаура Карните также отмечает, что многих бездомных кошек подкармливают, но реже стерилизуют, так как это дорого. Власти не в силах урегулировать проблему уличных животных. Для того, чтобы поддержать городскую программу стерилизации, которая работает в Риге с 2003 года, запущен проект «Kaķu dzīve» (Кошачья жизнь) при помощи Интернет портала ziedot.lv. Частные лица также могут поддержать программу стерилизации уличных животных.

### Бельгия
В Бельгии всех домашних кошек чипируют, так как темпы роста кошачьей популяции в королевстве резко выросли за последние годы. По данным Министерства здравоохранения Бельгии, в 2008 году количество этих животных увеличилось на 6 %. В минувшем году в стране, где проживает почти 10,4 млн человек, насчитывалось 1,84 млн кошек.

При помощи этих микрочипов мы сможем сделать так, чтобы хозяева с большей ответственностью относились к своим питомцам и не выбрасывали их на улицу 
 — пояснил представитель «Ай-ди Чипс» Мишель Шоффеньель и добавил 

Ведь бродячие кошки являются распространителями опасных болезней, и от них могут заразиться домашние животные

## Проблематика заболеваний
Существует ряд заболеваний у бездомных кошек, на которые следовало бы обратить особое внимание, так как они могут передаваться человеку и опасны для его здоровья.
К заболеваниям, представляющим опасность для здоровья человека, относятся бешенство, дерматомикозы, туберкулёз, токсоплазмоз, хламидиоз, сальмонеллёз, панлейкопения, гемобартонеллёз.
Кошки могут передавать человеку возбудителя бациллярного ангиоматоза (так называемой болезни кошачьих царапин). Во многих странах — США, Франции, Швеции, Германии, Греции, Испании, Словении, Швейцарии, Польше, а также в России возбудитель этого заболевания был выделен в лабораторных условиях из кошачьих блох.
Экспериментально было показано, что блохи C. felis могут играть исключительную роль в распространении возбудителя бациллярного ангиоматоза среди кошек. При отсутствии блох инфицирования кошек в экспериментальных условиях не происходило. Однако участие кошачьих блох в передаче этой инфекции человеку все ещё не доказано (Slater et al., 1990; Regnery et al., 1992; Lucey et al., 1992).
Известно, что блохи кошек при укусах могут передавать человеку возбудителей крысиного тифа и псевдотифа мышей, но эта инфекция встречается довольно редко. От блох кошек в США и Европе также выделен возбудитель болезни Лайма, а в Италии — возбудитель марсельской лихорадки (Богданова, 2005). Кошачьи блохи, кроме того, являются промежуточными хозяевами кишечного паразита кошек и собак — паразитического ленточного червя (лат. Dipylidium caninum), который, благодаря специфической форме тела, иногда называют тыквовидным или огуречным цепнем. Изредка этот паразит поражает и человека.
Кошки являются распространителями такого опасного заболевания как токсоплазмоз. Токсоплазмозом болеют многие животные — и дикие, и домашние (собаки, кролики, обезьяны, свинки, мыши, суслики, куры, голуби и т. д. — всего около 300 видов млекопитающих и 60 видов птиц), а также люди. Размножение токсоплазм происходит только в кишечнике кошек и других представителей семейства кошачьих.
Именно кошка является потенциальным источником и главным распространителем инфекции.
Но самым опасным заболеваниям, которым можно заразиться от кошек, является бешенство. Данное заболевание поражает нервную систему, как следствие — проявление необоснованной агрессивности к окружающим, нарушение координации движения, паралич мышц всех конечностей, спазмы глоточной мускулатуры. Вызывает бешенство нейротропный вирус, который передаётся при укусах с каплями слюны или при царапинах на коже. Во избежание заболевания бешенством домашней кошке необходимо вовремя делать профилактические прививки, а в случае, если таковые не делались, при малейшем подозрении на данное заболевание у кошки необходимо сразу обратиться в лечебницу, которая изолирует животное на карантин.
Ещё одно заболевание, которым можно заразиться от котов — стригущий лишай, или дерматомикоз. Данное заболевание вызывают мельчайшие патогенные грибки. У котов заболевание выражается, как правило, появлением округлых участков, которые облысели, то есть, шерсть выпала.
Гельминтозы — ещё одно очень частое общее заболевание котов и человека. Народное название данного заболевания — глисты. Чаще всего паразиты, которые возбуждают данную болезнь, поражают желудочно-кишечный тракт. Возбудители бывают следующих видов: трематоды, нематоды, цестоды.

## Комментарии
1. ↑  Также беспризорные, безнадзорные, бродячие кошки.